# Heterusia basilata
Heterusia basilata är en fjärilsart som beskrevs av Achille Guenée 1858. Heterusia basilata ingår i släktet Heterusia och familjen mätare. Inga underarter finns listade i Catalogue of Life.